# Alfred Gadenne
Alfred Gadenne (Lowingen, 31 januari 1946 – aldaar, 11 september 2017) was een Belgisch politicus voor de PSC en diens opvolger het cdH.

## Levensloop
Gadenne werd beroepshalve zelfstandige en later administrateur en lid van het directiecomité van de Union des Classes moyennes (UCM).
Hij werd politiek actief voor de toenmalige PSC en werd voor deze partij in 1982 verkozen tot gemeenteraadslid van Moeskroen en was er van 1982 tot 2006 schepen van Openbare Werken, Landbouw en Leefmilieu onder burgemeester Jean-Pierre Detremmerie. Na de lokale verkiezingen van 2006 was Gadenne vanaf 4 december 2006 zelf burgemeester van Moeskroen.
Van 2009 tot 2014 zetelde Gadenne namens het arrondissement Doornik-Aat-Moeskroen in het Waals Parlement en dus ook in het Parlement van de Franse Gemeenschap. Hoewel hij in 2014 herkozen werd in deze parlementen, besloot hij niet te zetelen en definitief voor het burgemeesterschap van Moeskroen te kiezen.
Tussen 2004 en 2016 cumuleerde hij 12 à 18 mandaten, waarvan 1 à 4 bezoldigd.
Op 11 september 2017 werd Alfred Gadenne vermoord. Op de begraafplaats vlak voor zijn woning, die hij elke avond afsloot, werd hem de keel overgesneden. De dader was een jongeman van achttien jaar, die de burgemeester verantwoordelijk achtte voor de zelfmoord van zijn vader, 2½ jaar eerder. Die was door FOD Binnenlandse Zaken gedetacheerd bij de gemeente en raakte zijn baan kwijt toen de stad de samenwerking opzegde.
Gadenne werd als burgemeester opgevolgd door Brigitte Aubert.